# Woodbury Langdon

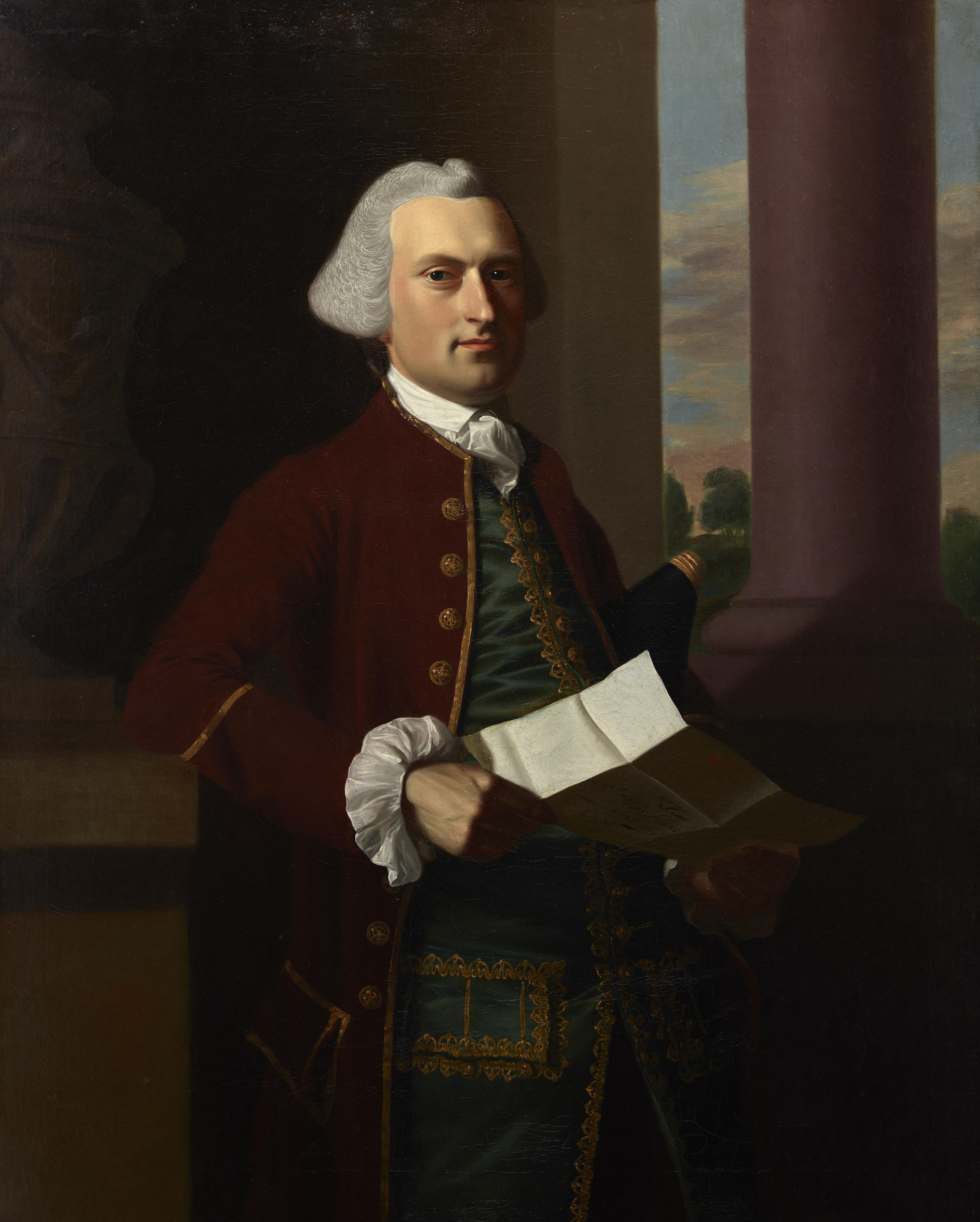
Woodbury Langdon (Gemälde von John Singleton Copley)

Woodbury Langdon (* 1739 in Portsmouth, New Hampshire Colony; † 13. Januar 1805 ebenda) war ein US-amerikanischer Politiker. Im Jahr 1779 war er Delegierter für New Hampshire im Kontinentalkongress.

## Werdegang
Woodbury Langdon war der ältere Bruder von John Langdon (1741–1819), der unter anderem Gouverneur von New Hampshire war und der diesen Staat auch im US-Senat vertrat. Er besuchte die öffentlichen Schulen seiner Heimat und arbeitete danach im Handel. Bei Ausbruch der Revolution ging er nach London, um seine dortigen Investitionen zu retten. Das brachte ihm in der Heimat den Vorwurf des Verräters ein. Zwei Jahre später kehrte er nach dem Scheitern des Vorhabens, seine wirtschaftlichen Interessen zu schützen, nach Amerika zurück. Er wollte in die damals von den Briten kontrollierte Stadt New York City einreisen. Das wurde ihm vom britischen Militärkommandanten verweigert, der ihn als Anhänger der amerikanischen Bewegung ansah.  Im Dezember 1777 kehrte er daher nach New Hampshire zurück. Dort schloss er sich nun tatsächlich der amerikanischen Sache an. In den Jahren 1778 und 1779 saß er im Repräsentantenhaus von New Hampshire und 1779 vertrat er seinen Staat im Kontinentalkongress. Zwischen 1781 und 1784 gehörte er dem New Hampshire's Executive Council an.
Von 1786 bis 1791 war Langdon Richter am New Hampshire Superior Court. Dabei wurde gegen ihn wegen Amtsmissbrauchs ein Amtsenthebungsverfahren eingeleitet. Vor einer Entscheidung trat er von seinem Richteramt zurück. Er erhielt dank der Vermittlung seines Bruders den Posten des Bundesbeauftragten für Ansprüche aus der Revolutionszeit. In den folgenden Jahren kandidierte er mehrfach erfolglos für den Kongress. Beruflich war er bis zu seinem Tod in der Investmentbranche tätig. Er starb am 13. Januar 1805 in seiner Heimatstadt Portsmouth.